# Kirjat Ono
Kirjat Ono (hebr. קריית אונו; arab. كريات أونو; ang. Kiryat Ono) – miasto położone w Dystrykcie Tel Awiwu w Izraelu. Leży na równinie Szaron nad Morzem Śródziemnym, w zespole miejskim Gusz Dan.

## Położenie

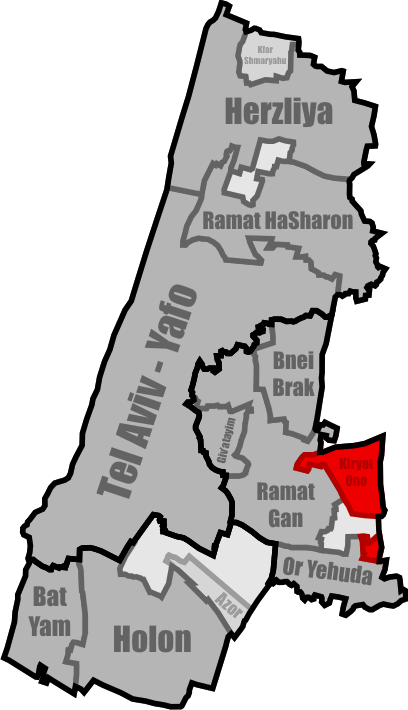
Lokalizacja Kirjat Ono w metropolii Gusz Dan

Kirjat Ono jest położony na kontynencie azjatyckim, na wschodnim wybrzeżu Morza Śródziemnego 32°02′33″N 34°51′38″E/32,042500 34,860556. Miasto leży na nadmorskiej równinie Szaron, na historycznej drodze lądowej łączącej Europę, Azję i Afrykę.
Z powodu rozwoju Tel Awiwu i obszaru metropolitalnego Gusz Dan, nie istnieją wyraźne granice pomiędzy Bat Jam a położonym na północy Tel Awiwem. Bat Jam jest położony w odległości 49 km na północny zachód od Jerozolimy i 92 km na południe od Hajfy. Graniczy z miastami Ramat Gan, Giwat Szemu’el, Petach Tikwa, Jehud-Monosson i Or Jehuda, miasteczkami Ganne Tikwa i Sawjon, oraz moszawami Gat Rimmon i Kefar Ma’as. Na południe od miasta jest baza wojskowa Tel-Hashomer należąca do Sił Obronnych Izraela.

### Podział administracyjny
W mieście znajdują się osiedla mieszkaniowe: Ganei Ilan, Rimon, Kiron, Tel Litvinski, Kiryat Krinitsi oraz Ha-Broshim.

## Środowisko naturalne
Miasto powstało na stosunkowo mało żyznych gruntach.

### Klimat
Kirjat Ono ma klimat śródziemnomorski, który charakteryzuje się gorącymi i wilgotnymi latami oraz chłodnymi i deszczowymi zimami. Wiosna rozpoczyna się w marcu, a w drugiej połowie maja rozpoczyna się lato. Średnia temperatura latem wynosi 26 °C, a zimą 12 °C (średnia z lat 1988–2000). Opady śniegu są rzadkością, ale zdarza się spadek temperatury do 5 °C. Największe opady deszczu występują pomiędzy październikiem a kwietniem. Suma rocznych opadów atmosferycznych wynosi 530 mm.

## Demografia
Zgodnie z danymi Izraelskiego Centrum Danych Statystycznych w 2009 roku w mieście żyło 29,2 tys. mieszkańców, z czego 97,9% stanowią Żydzi, a 2,1% inne narodowości.
Zgodnie z danymi Izraelskiego Centrum Danych Statystycznych w Kirjat Ono w 2000 było 9560 zatrudnionych pracowników i 928 pracujących na własny rachunek. Pracownicy otrzymujący stałe pensje zarabiali w 2000 średnio 7648 NIS, i otrzymali w ciągu roku podwyżki średnio o 10,4%. Przy czym mężczyźni zarabiali średnio 9706 NIS (podwyżka o 9,1%), a kobiety zarabiały średnio 5760 NIS (podwyżka o 12,6%). W przypadku osób pracujących na własny rachunek średnie dochody wyniosły 9778 NIS. W 2000 roku w Kirjat Ono było 378 osób otrzymujących zasiłek dla bezrobotnych i 395 osób otrzymujących świadczenia gwarantowane.
Populacja miasta pod względem wieku:
| Wiek (w latach) | Procent populacji w % |
| --------------- | --------------------- |
| 0-4             | 8,9%                  |
| 5-9             | 7,4%                  |
| 10-14           | 6,2%                  |
| 15-19           | 6,5%                  |
| 20-29           | 12,9%                 |
| 30-44           | 21,6%                 |
| 45-59           | 18,2%                 |
| ponad 60        | 18,3%                 |

Źródło danych: Central Bureau of Statistics.

## Historia
Propozycja utworzenia w tym miejscu nowej osady rolniczej pojawiła się w 1936 r. W jej konsekwencji, organizacje syjonistyczne zakupiły od Arabów ziemię i w drugiej połowie 1939 osiedliło się tutaj pierwszych 39 żydowskich rodzin. Osadę traktowano początkowo jako podmiejską dzielnicę Tel Awiwu, i nazywano ją NIR. Pierwsza rodzina wprowadziła się do swojego domu w grudniu 1939.
W lutym 1940 odbyła się uroczystość oficjalnego założenia nowej wsi, która początkowo nazywała się Kfar Ono. Nazwa nawiązywała do biblijnej Doliny Ono. Wioska szybko się rozwijała. Budowano nowe domy, wykopano studnię, wybudowano wieżę ciśnieniową, założono szkołę i pierwsze urzędy publiczne. W 1943 do przedszkola chodziło 22 dzieci, a do szkoły 15 uczniów.
Podczas II wojny światowej brytyjskie władze mandatowe utworzyły przy wiosce obóz wojskowy oraz szpital dla żołnierzy. Istnienie tej bazy wojskowej utrudniło dalszą rozbudowę wioski. Podczas wojny domowej w Mandacie Palestyny pojawiły się trudności z utrzymaniem bezpieczeństwa. Wioska kilka razy padła ofiarą kradzieży i ostrzelania żydowskich samochodów przez Arabów. Brytyjczycy swoje działania ograniczyli jedynie do przeszukiwania wioski w poszukiwaniu nielegalnej broni. W tej sytuacji mieszkańcy wioski musieli podjąć samodzielne działania, aby zapewnić sobie ochronę. Utworzono wówczas tajny oddział samoobrony.
W pierwszych latach istnienia niepodległego państwa Izrael, utworzono tutaj obóz dla imigrantów (ma’abara). W 1950 mieszkało tutaj 400 ludzi. W następnych latach populacja wzrosła dzięki napływowi imigrantów z Rumunii, Jemenu, Iraku i Afryki Północnej. Warunki życia w obozie były bardzo ciężkie. Większość imigrantów żyła w namiotach i dopiero w następnych latach zaczęli przenosić się do nowych domów.
1 listopada 1954 nastąpiło oficjalne założenie samorządu lokalnego Kirjat Ono. Obóz imigrantów ma’abara został opuszczony, a wszyscy imigranci zamieszkali w nowych domach w wybudowanej dzielnicy Kiron. W 1992 Kirjat Ono otrzymało prawa miejskie.

### Nazwa
Nazwa pochodzi od nazwy biblijnego miasta Ono, o którym wspomina 1 Księga Kronik 8:12.

Synowie Elpaala: Eber, Miszam i Szemed,
on to zbudował Ono, Lod i miejscowości przynależne

## Gospodarka
Miasto jest niewielkim ośrodkiem przemysłowym. Z międzynarodowych przedsiębiorstw działa tutaj Mediterranean Energy and Ecology Center & MEEC’s Group Companies oferująca zaawansowane technologicznie rozwiązania energetyczne.

## Transport
Wzdłuż północnej granicy miasta przebiega droga nr 471 , którą jadąc na wschód można dojechać do miasta Petach Tikwa lub jadąc na zachód do miasta Ramat Gan i autostrady nr 4  (Erez – Kefar Rosz ha-Nikra). W kierunku południowym wychodzi droga nr 4622, którą można dojechać do miasta Or Jehuda.
Transport w Kirjat Ono jest obsługiwany tylko przez autobusy. Będąc częścią aglomeracji miejskiej Gusz Dan, wszystkie linie autobusowe wychodzą poza granice miasta, tworząc dogodne połączenia z sąsiednimi miastami. Największą liczbę linii autobusowych w mieście obsługuje Dan Bus Company i Egged.

## Edukacja i nauka
W mieście znajduje się 6 szkół podstawowych i 3 szkoły średnie, w których uczy się 3,9 tys. uczniów. Między innymi są to szkoły: Shilo, Nir, Rimonim, Ben Tsvi, Shazar, Alumim, Weizman, Moshe Sharet.
W prywatnym college’u Ono Academic College studiuje 8,5 tys. studentów.
Jest tutaj także religijne centrum edukacyjne Chabad of Kiryat Ono i Beit Kneset Chabad.

## Sport i rekreacja
W mieście jest basen kąpielowy i boiska do piłki nożnej. Gra tutaj klub piłkarski Hapoel Kirjat Ono.

## Miasta partnerskie
- Drachten, Holandia
- Dormagen, Niemcy
- Los Angeles, USA